# Fred W. Haise
Fred Wallace Haise, Jr., född 14 november 1933 i Biloxi, Mississippi, är en amerikansk testpilot och astronaut uttagen i astronautgrupp 5 den 4 april 1966.

## Karriär
Haise genomförde 3 friflygningstester med testglidflygaren Enterprise tillsammans med C. Gordon Fullerton. Han lämnade NASAs astronautkår 29 juni 1979.

## Rymdfärder
Han var med på uppdraget Apollo 13 och skulle tillsammans med Jim Lovell ha landat på månen medan Jack Swigert var ombord i kommandokapseln.

## Rymdfärjetester
Haise genomförde totalt 5 testflygningar med testglidflygaren Enterprise tillsammans med Fullerton. 3 av dessa flygningar var friflygningar då man kopplat loss sig från den Boeing 747 kallad Shuttle Carrier Aircraft som är avsedd att transportera rymdfärjorna.

### Testflygning 1
18 juni 1977 genomfördes den första färden med Enterprise ovanpå rymdfärjebäraren. Färden tog 55 minuter och 46 sekunder.

### Testflygning 3
26 juli 1977 genomfördes den tredje färden med Enterprise ovanpå rymdfärjebäraren. Färden tog 59 minuter och 50 sekunder.

### Testflygning 4
12 augusti 1977 genomförds den första friflygningen med Enterprise. Tid från losskoppling från rymdfärjebäraren till farkosten stannat på marken tog 5 minuter och 21 sekunder.

### Testflygning 6
23 september 1977 genomförds den första friflygningen med Enterprise. Tid från losskoppling från rymdfärjebäraren till farkosten stannat på marken tog 5 minuter och 34 sekunder.

### Testflygning 8
26 oktober 1977 genomförds den femte friflygningen med Enterprise. Tid från losskoppling från rymdfärjebäraren till farkosten stannat på marken tog 2 minuter och 1 sekund.

## Rymdfärdsstatistik
| Färd      | Datum              | Tid       | EVA     |
| --------- | ------------------ | --------- | ------- |
| Apollo 13 | 11 - 17 april 1970 | 142:54:41 | 0:00:00 |
| Totalt    | Totalt             | 142:54:41 | 0:00:00 |

## I populärkulturen
I filmen Apollo 13 från 1995 gestaltades han av Bill Paxton.